# 네덜란드 독립 전쟁
네덜란드 독립 전쟁(영어: Dutch War of Independence) (1567년 3월 13일 –1648년 10월 24일)은 네덜란드 저지대 지방의 네덜란드 17주가 스페인(합스부르크 군주국)에 대항하여 벌인 독립 전쟁을 말한다. 80년 전쟁(八十年戰爭, 영어: Eighty Years' War)으로 불리기도 한다. 전쟁의 시작과 함께 네덜란드는 네덜란드 공화국을 수립하여 스페인으로부터 사실상 독립하였으며, 1648년 베스트팔렌 조약을 통해 국제사회로 부터도 독립을 인정받게 되었다. 네덜란드 공화국은 해상 무역을 통하여 급속도로 발전하여 과학, 예술, 문화의 중심지로 떠올랐다.
전쟁 기간 중 남부 네덜란드(현재의 벨기에, 룩셈부르크와 프랑스의 노르파드칼레)는 스페인의 지배하에 남게 되었다. 이 지역은 네덜란드 공화국과 동맹을 맺고 리슐리외와 루이 14세의 지원을 받아 1630년대까지 계속하여 합스부르크 왕가와 대항하였다. 1648년 전쟁이 종결된 후 남부 네덜란드의 상당 부분이 프랑스의 영토가 되었다. 전쟁의 초기 쟁점은 네덜란드의 독립이었으나 전쟁기간 중 네덜란드 공화국이 사실상 독립국으로서 기능하였으며, 1618년부터는 30년 전쟁의 일부가 되어 국제전으로 변하게 되었다.

## 배경

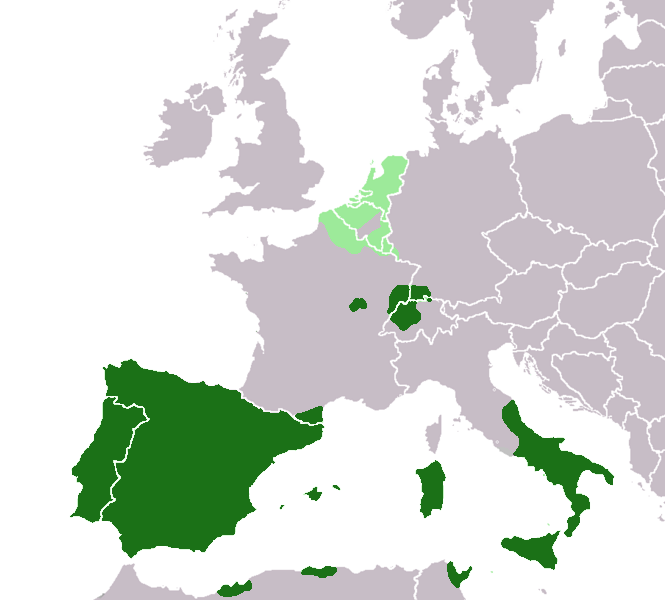
1580년, 유럽의 스페인 제국 영토

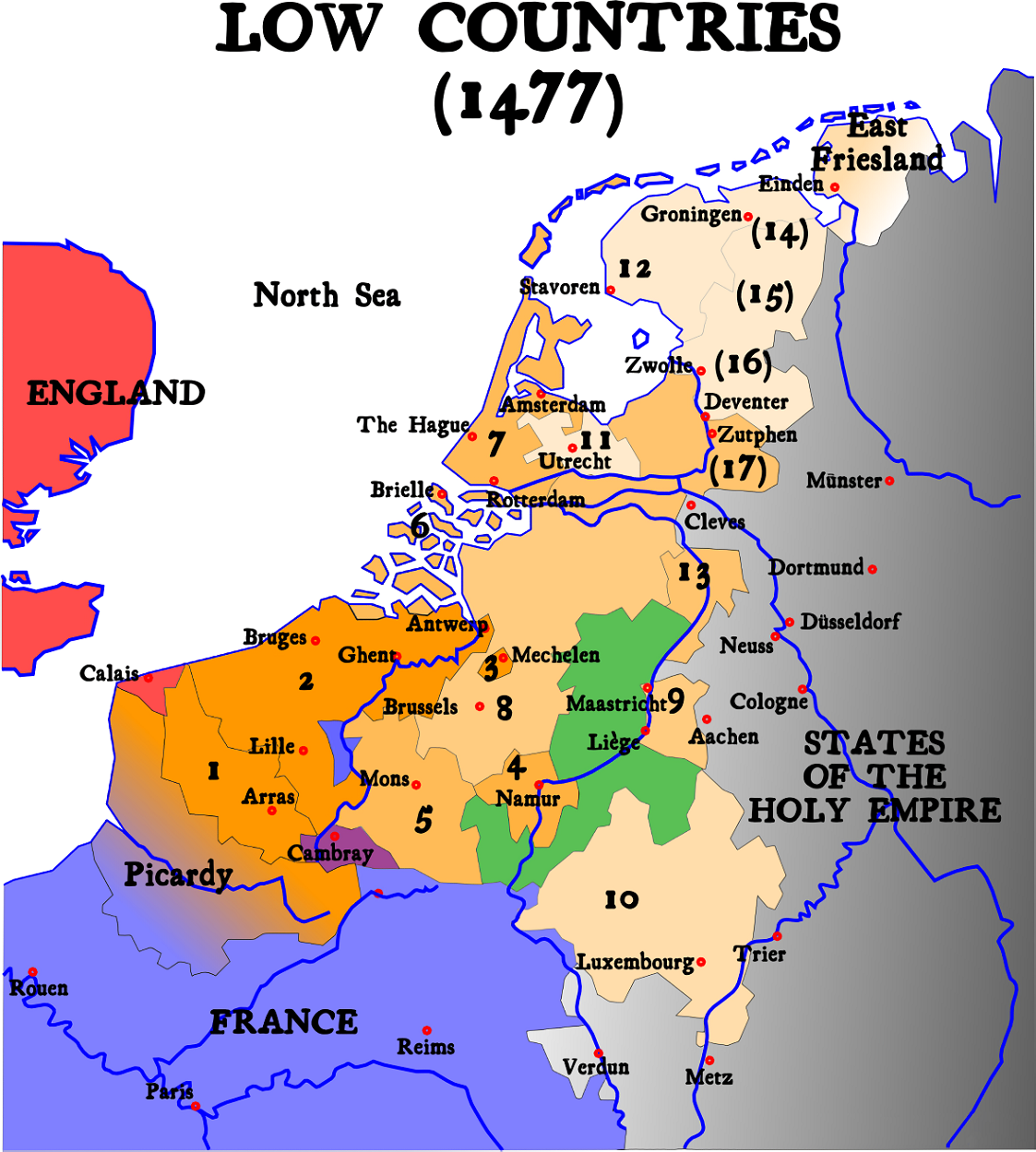
1477년 경의 네덜란드 지역

### 합스부르크의 지배
합스부르크 왕가는 결혼 정책과 정복으로 영토를 확장하였으며 네덜란드 17주도 이렇게 확장된 부르고뉴의 영토중 하나였다. 부르고뉴는 프랑스령이였으나 막시밀리안 1세가 마리 1세와 혼인함으로써 부르고뉴와 네덜란드는 합스부르크의 영지가 되었다. 막시밀리안 1세의 손자 카를 5세는 현재의 벨기에 겐트에서 태어났으며 네덜란드어, 프랑스어, 독일어를 구사하였다. 카를 5세는 1506년 네덜란드를 포함한 부르고뉴 공국의 군주가 되었다. 그 뒤 1516년 그는 외조부로부터 아라곤 왕국, 카스티야 왕국, 나폴리 왕국, 스페인령 남미 등을 상속받는다. 1519년에는 조부로부터 오스트리아를 상속받은 후 신성로마제국의 황제가 되어 독일도 차지하게 되었다. 이로써 카를 5세는 광대한 제국의 통치자가 되었다.

### 과중한 세금
플란데런 지방은 오랫동안 프랑스 국왕의 지배하에 있는 풍요로운 지방이었다. 또한 네덜란드의 다른 지방들 역시 합스부르크 왕가의 통치하에서 기업이 성장하고 있는 중요한 지역이었다. 카를 5세의 통치 영역은 유럽과 아메리카에 이르는 광대한 지역이었고 특히 유럽의 영토는 유럽 대륙의 중요지역 곳곳에 흩어져 있었다. 이로 인해 카를 5세의 유럽 영토는 주변 전쟁에 언제나 휘말려 들었고 영토의 통치와 방어에는 많은 비용이 들었다. 특히 프랑스와 이탈리아 전쟁을 통해 대립하게 되었고, 오스만 제국과 지중해를 놓고 대결하게 되었으며, 후에는 독일 지역의 개신교와도 전쟁을 벌여야 했다. 카를 5세는 네덜란드에서 무거운 세금을 거둬 이러한 전쟁의 비용을 충당하였다. 그러나 네덜란드에 대한 이러한 정책은 결국 네덜란드 역시 카를 5세에 대항하게 되는 계기가 되었다.

### 개신교의 성장
1517년 마르틴 루터의 종교개혁이후 개신교는 북유럽에 빠르게 확산되고 있었다. 무역에 의존하고 있던 네덜란드의 지방 정부는 자유와 관용으로 사회를 유지할 필요가 있었고, 그 때문에 개신교에 대해 관대한 편이었다. 카를 5세와 그의 후계자 펠리페 2세는 개신교를 로마 가톨릭 교회에 대한 이단으로 보았으며 개신교의 교세가 확산되자 이를 억압하고자 하였다. 이로 인해 관용에 바탕을 두었던 네덜란드의 평화로운 공존은 위기를 맞게 되었으며 펠리페 2세는 에스파냐의 군대를 주둔시켜 반란을 진압하고 네덜란드를 로마 가톨릭 교회 국가로 되돌리려 하였다. 이는 네덜란드 독립전쟁의 또 다른 원인이 되었다.

### 스페인의 중앙집권화
중세 후기에 이르러 네덜란드의 행정관은 더 이상 귀족들만의 영역이 아니었으며 귀족이 아닌 행정관이 속속 들어서게 되었다. 그 결과 부르고뉴 공국의 지방 정부들은 더 이상 고위 귀족의 지배를 받지 않게 되었으며 네덜란드 17주에서는 브뤼셀이 사실상 수도의 역할을 하게 되었다.
카를 5세와 펠리페 2세는 법의 집행과 세금의 징수를 위해 네덜란드 지역의 이와 같은 지방 분권을 축소하여 중앙권력에 귀속시키고자 하였다. 이러한 정책은 네덜란드의 전통적인 귀족과 상인 계급이 카를 5세가 자신들의 권력을 박탈하여 그가 임명한 주지사에게 넘기려 한다는 의심을 하도록 만들었다. 때마침 카를 5세의 명령에 의해 건설된 브레덴부르크 성의 건축은 이러한 의심을 확증하는 증거로 비춰졌다. 오스트리아의 메리의 통치 시기인 1531년에서 1555년 무렵에는 주지사와 고위 귀족의 권력은 실세를 잃고 네덜란드 의회가 실제 권력을 확보하게 되었다.

## 전쟁 초기 (1555년 - 1572년)

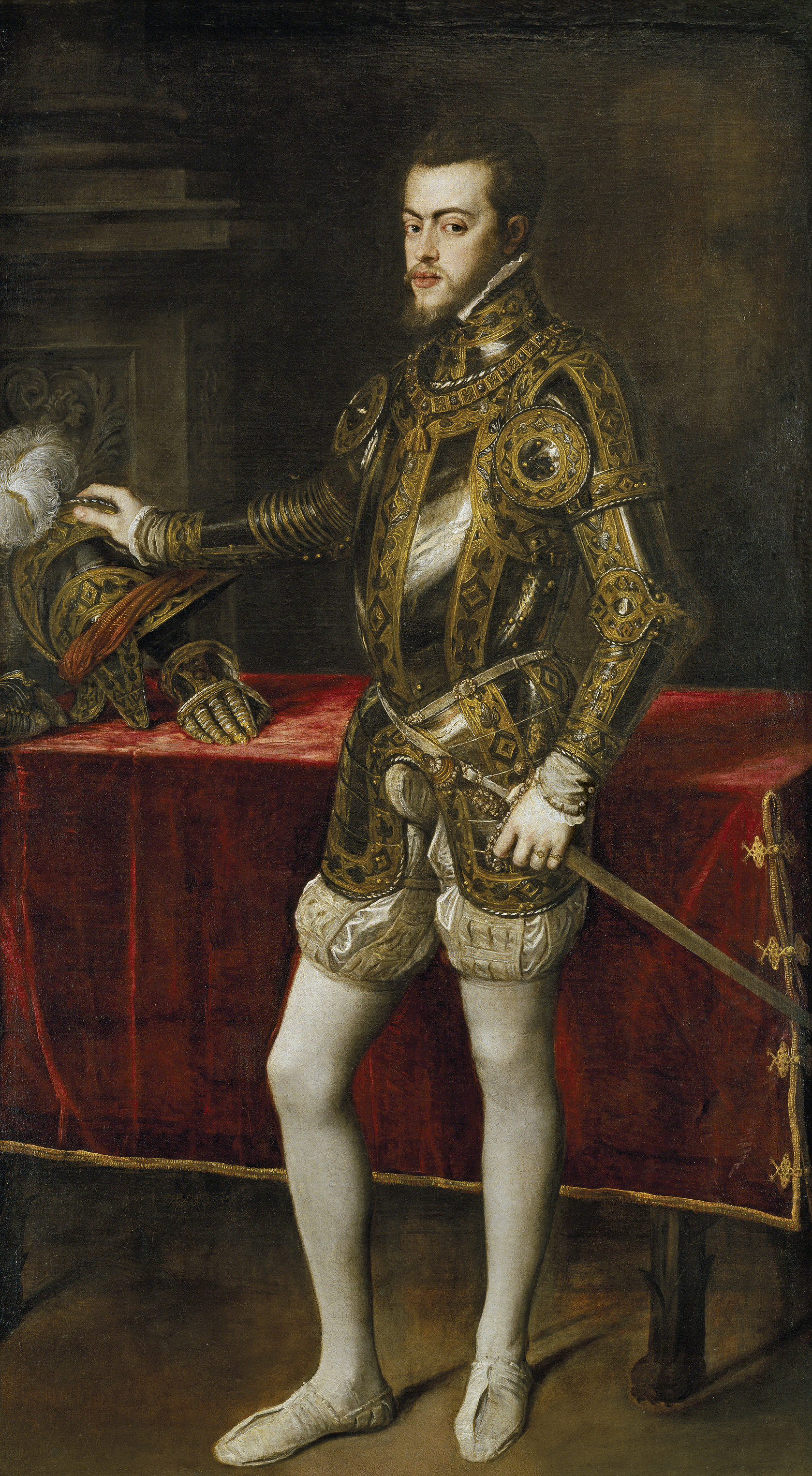
스페인의 펠리페 2세

### 고조되는 갈등(1555년 - 1568년)
1556년 카를 5세는 왕좌를 그의 아들 펠리페 2세에게 양위한다.카를 5세는 네덜란드를 가혹하게 통치하기는 하였으나 여전히 자신의 고향이라는 생각이 있었다. 그러나 펠리페 2세는 스페인에서 태어나 자랐으며 네덜란드어는 물론이고 프랑스어, 독일어도 할 줄 몰랐다. 펠리페 2세가 네덜란드에 대해 더욱 무거운 세금과 개신교에 대한 탄압 그리고 권력의 중앙집중을 위한 정책을 추진하자 네덜란드는 결국 독립을 결심하고 전쟁을 선포하기에 이른다.

#### 적대적인 귀족
펠리페 2세는 네덜란드에 신뢰할 수 있는 확고한 정부를 세우기 위해 네덜란드 17주의 상급 귀족으로 하여금 네덜란드 의회를 구성하게 하고 수장으로 그란베일을 임명하였다. 후일 펠레페 2세는 카를 5세의 서녀였던 파르마의 마르가레테를 총독으로 임명하였다. 그럼에도 불구하고 1558년 네덜란드에서는 스페인 군대의 철수와 높은 세금의 감면에 대한 요구가 쏟아져 나왔으며 상위 귀족들로 구성된 의회가 침묵으로 일관하자 펠리페 2세에게 직접 탄원하기 시작하였다. 이러한 청원은 하급 귀족들이 중심이 되었으나 상급 귀족 중에도 이들의 청원에 가담한 사람들이 있었다. 에그몬트 백작 라모랄, 흄 백작, 오라녜공 빌렘 1세 등은 의원직을 사퇴하고 펠리페 2세가 그란베일을 스페인으로 소환할 것을 요구하였다. 1564년 말, 귀족들은 요구가 받아들여지지 않을 경우 반란이 일어날 것임을 경고하였으나 펠리페 2세의 대답은 오직 억압뿐이었다. 위의 세 명은 다시 한번 의원직을 사퇴하고 일견 복종하는 듯하였다. 그 기간 동안 네덜란드에서는 로마 가톨릭의 개신교 박해를 반대하는 여론이 확산되었다.
1566년 하급 귀족 400명이 서명한 청원서가 펠리페 2세에게 전달되었다. 청원서를 전달하기 위해 총독 마르가르타의 저택에 방문했을 때 참모중 한명이 이들을 "괴젠"이라 표현하였는데 이는 "거지"를 뜻하는 말이다. 그들의 탄원이 일정정도 받아들여지자 하급 귀족들은 "괴젠"이란 모욕적인 칭호를 기꺼이 받아들였다.

#### 성상파괴와 압제 (1566년)

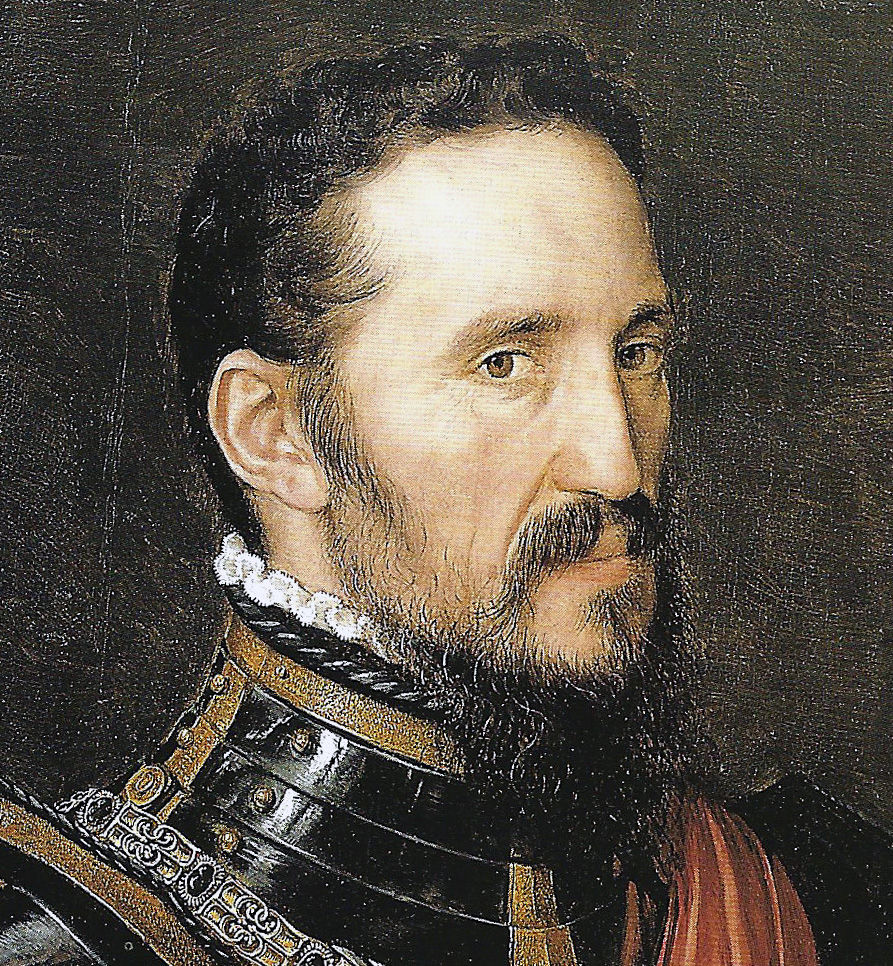
알바 공 페르난도 알바레스 데 톨레도

1565년 네덜란드는 북방 7년 전쟁의 여파와 흉년이 겹쳐 경제가 침체되고 생활고에 시달리고 있었다. 이러한 사회적 분위기로 인해 네덜란드에는 칼뱅주의를 신봉하는 개혁교회(Reformed Church)신자들을 중심으로 반란의 기운이 가득차게 되었다. 1566년 8월 플랜더스의 혼트슈테 교회를 습격한 칼뱅주의자들은 교회에 있던 가톨릭 성인의 성상을 파괴하였다. 이는 당시 네덜란드에서 일어났던 수많은 성상 파괴 운동 중의 하나였다. 성서주의자들인 칼뱅주의자들은 성상이 십계명에서 금지한 우상 숭배에 불과하다고 주장하면서, 성상파괴를 정당화하였다. 성상 파괴에 참여한 인원은 적었으며 그들의 배후는 밝혀지지 않았으나 지방 정부는 그들의 파괴행위를 방관하였다.
이러한 성상 파괴 운동의 발생은 네덜란드 귀족을 두 편으로 갈라놓았다. 오란네공과 브레데로드 백작 헨리가 각 진영의 정점에 있었다. 귀족들의 청원에 응답하기 전부터 펠리페 2세는 네덜란드에 대한 통제권을 잃고 있었던 것이다. 펠리페 2세는 군대를 파견하여 반란을 진압하는 것 이외에 다른 도리가 없었다. 1567년 8월 22일, 알바공, 페만도 알바레즈 톨레도가 1만의 군대를 이끌고 브뤼셀에 주둔하였다.
알바 공은 특별 법정을 세우고 국왕을 비방한 모든 이들을 처벌하기 시작했다. 여기에는 상위 귀족도 예외가 있을 수 없었다. 알바 공은 자신이 네덜란드에서 펠리페 2세를 대리한다고 생각하였으며 파르마의 마르가레테의 지위는 무시되었다. 결국 그녀는 1567년 9월 총독직을 사퇴하였다. 에그몬트 백작과 흄 백작은 체포되어 브뤼셀의 대광장에서 참수되었다. 처형된 두 백작은 죽을 때까지 스페인의 국왕에 대한 충성을 지킨 로마 가톨릭 교회 신자였다. 알바 공이 이들을 처형한 명분은 이들의 개신교에 대한 관용정책이 반란을 키웠다는 것이었다. 알바 공의 상급 귀족 처형은 네덜란드 의회의 권한을 침해한 것이었으며, 알바 공의 법정은 수 개월간 수천의 사람들을 처형하였다. 이러한 무자비한 처형 때문에 특별 법정은 "피의 법정"으로 불리게 되었고 알바공은 "강철 대공"이란 악명을 떨치게 되었다. 네덜란드의 반란이 수그러들고 난 뒤에도 이러한 처형은 계속 이루어졌다.

#### 오라녜공 빌렘 1세

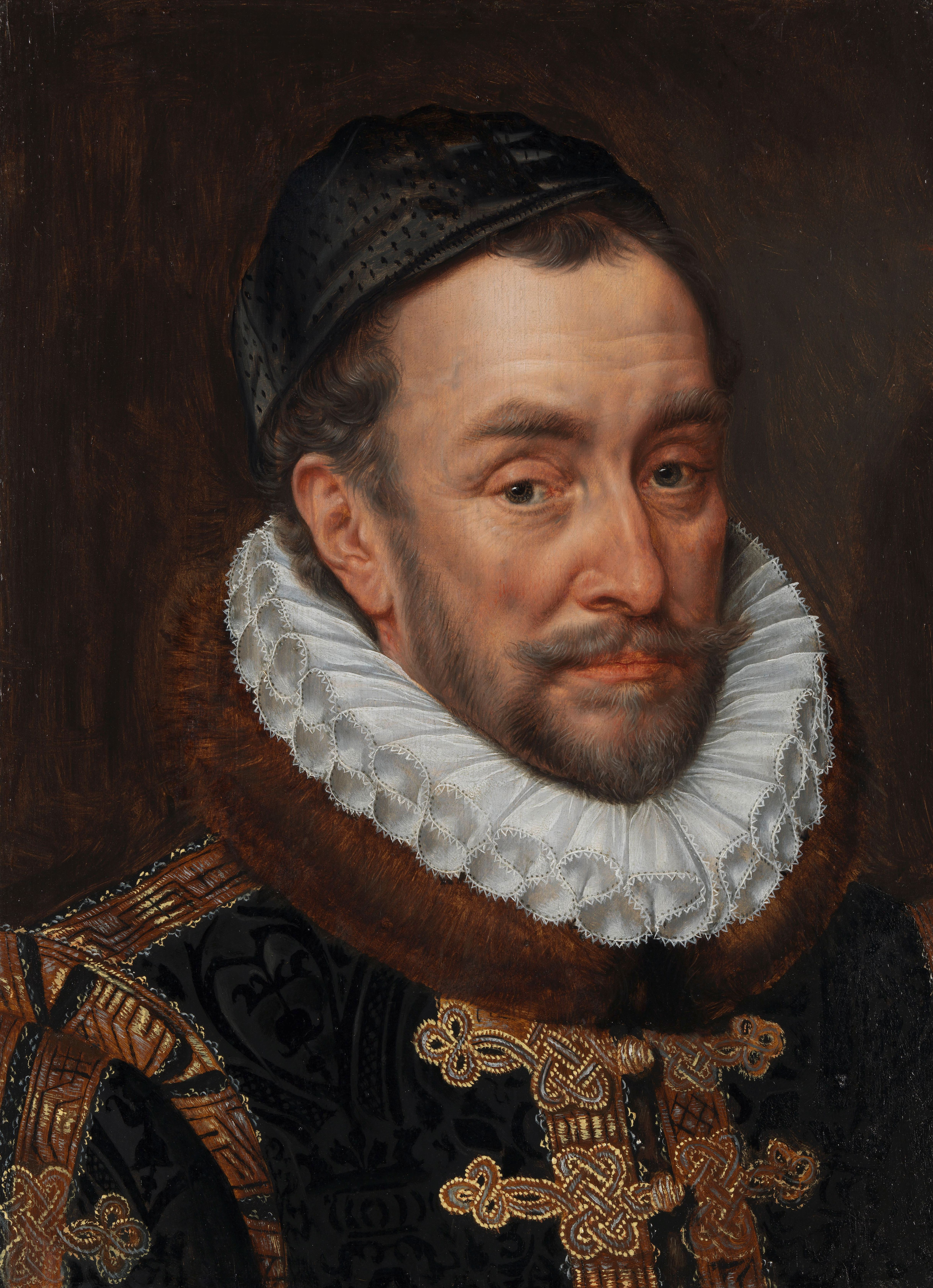
1580년, 오라녜 공 빌렘 1세

오라녜 공작 빌렘 1세는 홀란트, 젤란트, 위트레흐트의 영주이자 앤트워프의 후작이었으며 펠리페 2세에 대한 청원에 앞장서 가장 큰 영향력을 발휘한 네덜란드 의회의 의원이었다. 알바공이 에그몬트 백작 라모랄과 호른 백작 필립 드 몽모랑시를 처형하자 빌렘 1세는 체포를 피하기 위해 그의 영지를 장인이었던 삭소니의 선제후에게 넘겼다. 펠리페 2세는 빌렘 1세의 네덜란드에서의 모든 지위와 영지를 몰수하였다.
1568년 빌렘 1세는 그가 원하는 것은 스페인왕과 싸우는 것이 아니라 브뤼셀의 알바공을 퇴진시키는 것과 자신의 영지를 되찾는 것이라 밝혔다. 그의 이러한 주장은 네덜란드의 국가 1절의 가사로 요약된다. 1568년 4월 23일 빌렘은 헤일리게레 전투에서 스페인 군대와 싸워 승리하였으며 이는 이후 80년간 이어질 80년 전쟁의 시작이었다. 그러나 얼마 지나지 않아 빌렘은 재산이 바닥나게 되어 군대가 해산되었고 알바공은 빌렘의 동맹군을 패퇴시켰다. 그는 1572년 다시 한 번 군대를 일으켜 홀란트와 젤란드를 탈환하였다. 그러나, 오란네공 빌렘 1세는 1584년 로마 가톨릭교도인 발타자르 게라트에 의해 암살되었다.

## 다시 불붙은 전쟁(1572년 – 1585년)

### 거세지는 반군
에스파냐는 지중해에서 오스만 제국과 충돌하고 있었으며 이로 인해 네덜란드와 오스만이라는 전혀 다른 전선에서 전쟁을 수행하여야 하였고 이는 스페인이 네덜란드 독립전쟁 진압에 전력을 집중할 수 없는 이유가 되었다. 1570년 알바공은 여전히 반란군에 대해 우위에 있었으나 그의 군대를 유지하기 위한 재정은 고갈되고 있었다. 알바공은 네덜란드에 주둔하고 있는 에스파냐 군대의 비용을 해결하기 위해 네덜란드 의회에 새로운 세법을 공포하도록 요청하였다. 이른바 "1할세"로 불린 이 세금은 모든 판매수익과 토지수익의 1할을 세금으로 납부하도록 한 것이었다. 네덜란드 의회는 새로운 세법의 공포를 거절하였고 일정 정도의 타협이 이루어졌다. 그러나, 1571년에 이르러 알바공은 의회의 반대에도 불구하고 1할세를 강행하였다. 이러한 알바 공의 압제는 로마 가톨릭 교회 신자이냐, 개신교 신자이냐 하는 교파의 구분없이 모든 네덜란드 주민들이 불만을 품도록 만들었으며 그로 인해 반란은 더욱 거세지고 많은 주민들이 강제로 부과된 세금을 피해 알바공의 통치 지역에서 도망치게 되었다.
1572년 3월 1일 잉글랜드의 엘리자베스 1세는 에스파냐 국왕의 요청이라는 명분으로 영국의 항구에서 "바다의 거지들"이라 불리던 괴젠을 추방하여 이들을 네덜란드로 보냈다. 4월 1일이 되자 괴젠들은 루멘의 영주 라마르크의 빌렘 2세를 지도자로 하여 거의 무방비 상태였던 브리엘을 점령하였다. 브리엘의 점령후 반군은 점차 북 네덜란드의 여러 지역으로 영향력을 확대하였고 모든 저지대의 개신교들의 반군 결성을 이끌어 내었다.
1572년 도르드레히트에서 빌렘 1세는 홀란트, 젤란트, 위트레흐트, 프리스란트의 통치자이자 장군으로서 반군들과 회동하였다. 이 회동에서 오라네 왕가와 국가의 권력 분립이 합의되었다. 1578년 여전히 로마 가톨릭 교회 세력이 우세하였던 암스테르담과 미델부르크를 제외한 홀란트와 젤란트 대부분의 도시가 반군에 가담하였다. 이로써 북 네덜란드 내에서 반군의 영향력은 급속히 확대되었고 두 번째 결정적인 국면을 맞이하게 되었다.
한편, 네덜란드는 칼뱅주의자들을 중심으로 에스파냐에 맞서 싸울 것을 주장하는 개신교도의 독립파와 브뤼셀의 정치적 체제를 유지하고자 하는 가톨릭 교도로 분열되었다. 로마 가톨릭 교회 교도들은 반군을 지지하지 않았으나 개신교도들은 반군이 에스파냐의 군대를 무찌르고 네덜란드의 권리를 쟁취할 것을 희망했다. 빌럼 1세는 애초에 두 기독교 교파사이에서 중립적이었으나, 에스파냐에 대한 대항에 칼뱅주의자들이 적극 가담하자 점차 칼뱅주의로 경도되었다. 빌럼 1세는 1573년 개신교로 전향하였다.

### 간트 협약
1573년, 네덜란드의 반란이 지속되자 에스파냐는 알바 공을 루이스 데 레케센스 이 수니가로 교체하였다. 레케센스는 에스파냐와 네덜란드 양 진영에 모두 호의적인 정책을 취하려고 애썼다. 한편 1575년 에스파냐는 파산상태에 빠졌다. 이로 인해 용병의 급여가 지급되지 않자 에스파냐의 군대는 당연히 쇠약해 졌으며 안트베르펜에서 약탈을 자행하였다. "에스파냐의 약탈"이라 불리는 이 약탈은 반군 측의 정당성을 부여하는 데 일조하였다.
1576년 저지대 지방에서 에스파냐를 축출하기 위해 저지대 지방의 북부와 남부가 서로간의 종교의 차이를 불문하고 협력하기로 하는 간트 협약이 체결되었다. 에스파냐의 안트베르펜 약탈을 지켜본 로마 가톨릭 교회 교도들은 외국 군대에 의해 약탈당하느니 반군에 가담하기로 한 것이다. 그러나 그들은 형식적으로는 여전히 에스파냐의 펠리페 2세에 대한 충성을 유지했다. 한편, 에스파냐는 에스파냐령 아메리카 식민지에서 막대한 금을 가져올 수 있었고 이를 바탕으로 군대를 편성하였다. 사령관은 파르마 공작 알레산드로 파르네세였다.

### 아라 동맹과 위트레흐트 동맹

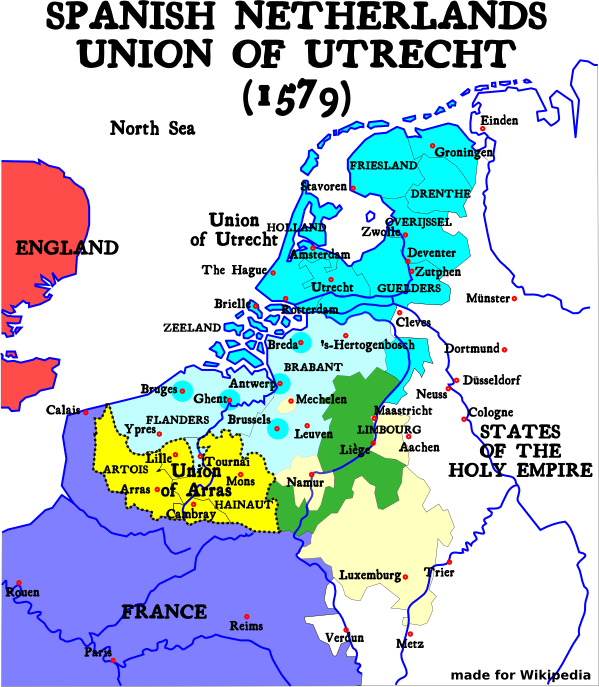
1579년 아라동맹과 위트레흐트 동맹의 세력권
노란색-아라동맹
하늘색-위트레흐트 동맹

1579년 1월 16일 페르네제는 바룬 프랜더스(지금의 프랑스 아라와 벨기에의 왈로니)에서 북 네덜란드와 개신교에 대항하는 가톨릭교도들을 중심으로 아라 동맹을 결성한다. 이로 인해 3년간 유지되던 간트 협약은 붕괴되었고 종교적 관용을 바탕에 둔 독립을 희망했던 네덜란드 17주의 초기 목표역시 변경될 수밖에 없었다. 1월 23일 빌렘 1세는 아라 동맹에 대한 대응으로 북 네덜란드를 중심으로 하는 위트레흐트 동맹을 결성하였다. 이로써 네덜란드 17주는 에스파냐 국왕의 휘하에 있는 남부와 반군의 통치를 받는 북부로 양분되었다.

### 영국의 개입과 네덜란드의 독립 선언
16세기말 상급 귀족이 아닌 다른 세력이 네덜란드를 통치하는 것은 불가능해 보였으며 네덜란드 의회는 에스파냐의 국왕 펠리페 2세가 지배력을 회복하기를 희망하였다. 성공회 신자였던 잉글랜드의 엘리자베스 1세는 명백하게 네덜란드 개신교 신자들의 독립전쟁을 후원하는 것으로 쪽으로 기울었다. 초기에 그녀는 프랑스와 위그노 즉, 프랑스의 개신교 신자 사이에 개입하여 헴프턴 코트 협약을 맺었다가 위그노들로부터 배반당하였던 경험 때문에 네덜란드와 에스파냐의 분쟁에 개입하지 않기로 결심하였으나, 1585년 엘리자베스 1세는 처음의 선언을 철회하고 네덜란드와 논서치 협약을 맺어 반군을 지원하였다. 펠리페 2세는 엘리자베스 1세의 결정을 배반으로 받아들였으며 이후 9년 전쟁에서 아일랜드를 지원하여 보복한다. 논서치 협약은 네덜란드 반군이 앤트워프를 공격할 때 영국이 말과 군사를 지원하는 것이었다. 영국과 에스파냐의 이러한 대립은 결국 전쟁으로 치닫게 되어 1588년 에스파냐의 무적함대는 영국 해군과 전쟁을 치르기에 이른다. 이 전쟁에서 에스파냐의 무적함대는 괴멸에 가까운 피해를 입고 패배하였다.
1581년 펠리페 2세는 프랑스와의 관계를 개선하고자 프랑스의 앙리 2세의 막내 아들이었던 앙주공 프랑소와를 네덜란드의 신임 총독으로 임명한다. 네덜란드 의회는 이러한 필리페 2세의 결정에 반대하였으며 결국 1581년 7월 네덜란드 독립 선언을 통해 네덜란드가 더 이상 에스파냐의 국왕에게 충성을 바치지 않을 것임과 펠리페 2세의 지배를 거부한다는 것을 공식적으로 선포하여 사실상 독립을 선언하고 네덜란드 공화국을 수립하였다. 앙주공은 자신에게 비협조적인 도시들에 대해 군사력을 행사하는 등 권력을 유지하고자 노력하였으나 결국 점차 영향력이 줄어들게 되자 1583년 네덜란드를 떠나고 만다.
앙주공이 네덜란드를 떠난 후 네덜란드는 다시 한 번 영국의 공식적인 후원을 요청하였으나 엘리자베스 1세는 이를 거절하였다. 네덜란드는 더 이상 외국 국왕의 후원을 기대하는 것을 포기하고 공화국으로서 독립하는 것을 모색하게 되었다.

### 엔트워프 함락과 네덜란드의 위기
1581년 네덜란드가 결별 선언(Plakkaat van Verlatinghe)을 선포하자 에스파냐는 새로운 군대를 네덜란드에 파견하였다. 지방 연합으로부터 지배력을 되찾기 위해 파견된 에스파냐의 군대는 몇 년에 걸쳐 네덜란드 북부 지역의 상당한 부분을 차지하는 플랜더스와 브라반트를 탈환하기에 이른다. 1585년, 당시 저지대 지방의 가장 큰 도시였던 엔트워프가 에스파냐 군대에게 함락되었으며 절반에 가까운 시민들은 북부 네덜란드로 탈주하였다. 1560년 10만이었던 엔트워프의 인구는 도시 함락 후인 1590년 4만 2천명으로 줄었다.
한편, 펠리페 2세는 1580년부터 오라녜 공 빌렘 1세를 무법자라 불렀으며, 빌렘 1세는 결국 1584년 7월 10일 필리페 2세의 사주를 받은 암살자에 의해 암살되었다. 빌렘 1세의 지위는 그의 아들 오라녜 공 나사우의 마우리츠에게 상속되었으며 마우리츠는 아버지를 이어 독립 전쟁의 지도자가 되었다.
1585년 네덜란드는 칼뱅주의의 개신교가 대다수인 북부와 로마 가톨릭이 대다수인 남부로 분리되어 있었으며, 북부는 결별 선언과 함께 사실상 독립국이 되었고 남부는 여전히 에스파냐의 지배하에 있게 되었다. 에스파냐는 남부에 상당수의 군대를 주둔시켜 북부 네덜란드와 전쟁을 치르는 한편 프랑스를 견제하였다.

## 북부의 독립(1585년 - 1609년)

### 마우리츠의 활약
엘리자베스 1세는 네덜란드에 대한 공식적인 후원은 거절하였으나 비공식적으로는 지속적인 도움을 주고 있었다. 1585년 논서치 협약에 따라 영국은 네덜란드를 지원하기 위해 레스터 백작이 이끄는 5,000 ~ 6,000 정도의 보병과 1,000의 기병을 파병한다. 그러나 레스터 백작은 사령관으로서의 자질이 부족하였을 뿐 아니라, 정치적 감각도 없어서 에스파냐와 네덜란드간의 미묘한 관계를 이해하지도 못하였다. 그는 극단적인 칼뱅주의자의 편에 서서 로마 가톨릭 신도와 온건 개신교 신도를 대하였기 때문에 많은 네덜란드의 유력인사와 충돌을 빚어 대중의 지지를 잃었다. 결국 레스터 백작은 영국으로 돌아갔고, 1587년 네덜란드 의회는 당시 20세였던 오라녜 공작 빌렘 1세의 아들 오라녜 공작 마우리츠를 네덜란드군의 대원수로 임명한다.
오늘날의 네덜란드의 기초는 대부분 마우리츠의 작전에 의해 대략적인 윤곽이 만들어졌다. 마우리츠는 군사적 전략 뿐 아니라 재정적으로도 에스파냐를 궁지에 몰아 넣었다. 그는 1588년 해군을 정비하고 영국과 연합하여 에스파냐의 무적함대에 맞서 찰스 하워드가 이끄는 영국 함대가 아르마다 해전에서 승리하는데 결정적인 기여를 하였다. 1595년 프랑스의 앙리 4세가 에스파냐에 전쟁을 선포하자 에스파냐는 또다시 파산에 직면하게 되었으며, 에스파냐는 아메리카에서 막대한 금을 가져와 영국과 프랑스 양국과의 전쟁에 소비해야만 했다.
오라녜 공 마우리츠는 에스파냐가 영국과 프랑스에 패배하여 약화된 사이 네덜란드의 주요 도시들을 점령하였다. 1588년 베르겐을 시작으로 베레다(1590년), 쥣펀, 데벤터르, 델프지일, 네이메헌(1591년), 스텐휘크, 퀘보르덴(1592년), 게르트륀덴베르그(1593년), 흐로닝언(1594년), 그롤, 엔스헤데, 오트마르숨, 올덴잘(1597년), 그라베(1602년)와 같은 도시를 속속 점령하여 나갔다. 마우리츠의 이러한 점령의 결과 네덜란드는 오늘날의 국경과 유사한 형태를 갖추게 되었다.

### 무적함대의 패배

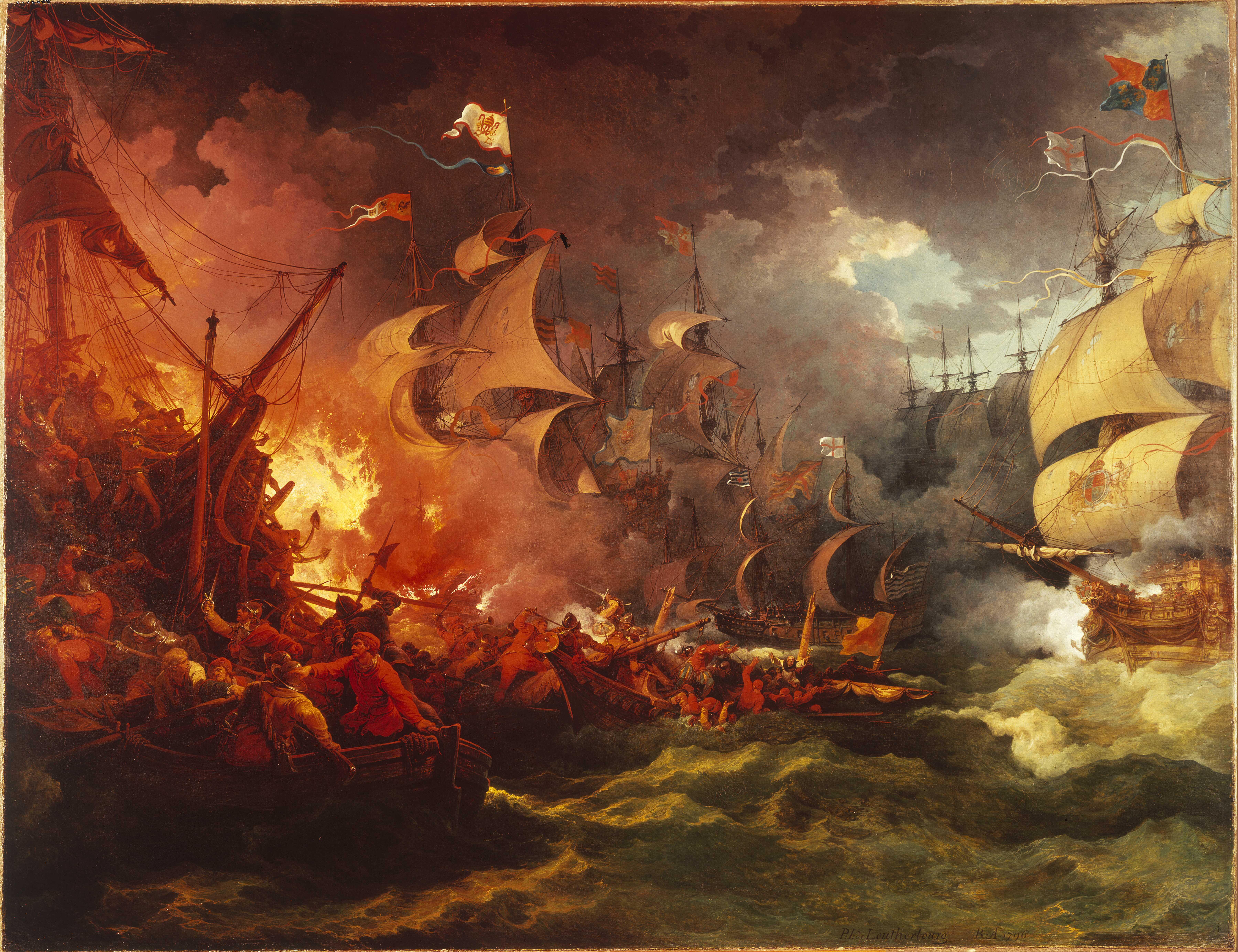
무적함대의 패배를 그린 그림, 1797년 작

1588년 에스파냐는 22척의 전함과 108척의 무장상선으로 무적함대(아르마다 인벤치블, 스페인어: Armada Invencible)를 구성하고 네덜란드 공화국을 지원하는 영국을 저지하기 위한 원정을 시도하였다. 그러나 무적함대는 영국 함대와의 해전에서 패배하여 목적 달성에 실패하였다. 이 해전에서 영국의 승리는 이후 영국의 해상력 강화의 기반이 되었다.

### 프랑스-스페인 전쟁
프랑스의 앙리 4세는 개신교 신도였으며 이로 인해 프랑스 내 가톨릭 세력으로부터 왕위를 부정당하였다. 에스파냐의 펠리페 2세는 프랑스의 가톨릭 세력을 지원하여 앙리 4세를 압박하였으나 무적함대의 패배 이후 영국 및 네덜란드와의 전쟁에서 에스파냐의 세력이 약화되자 앙리 4세는 1595년 에스파냐와 전쟁을 벌여 승리함으로써 에스파냐가 다시는 프랑스에 간섭하지 않겠다는 것과 앙리 4세의 왕권을 인정하는 베르빙 조약을 체결하기에 이른다. 1598년 펠리페 2세가 사망한 뒤 에스파냐의 왕위를 이은 펠리페 3세는 앙리 4세와의 베르빙 조약을 계승하였다. 이로써 프랑스 종교 전쟁이 일단락되었다.
1595년 펠리페 2세는 전쟁으로 인한 재정 압박으로 인해 네덜란드는 자신의 딸 이사벨라와 그녀의 남편 오스트리아의 알베르트 대공에게 양도하였으며 프랑스와는 베르빙 조약을 체결할 수밖에 없었다.

### 네덜란드의 승전

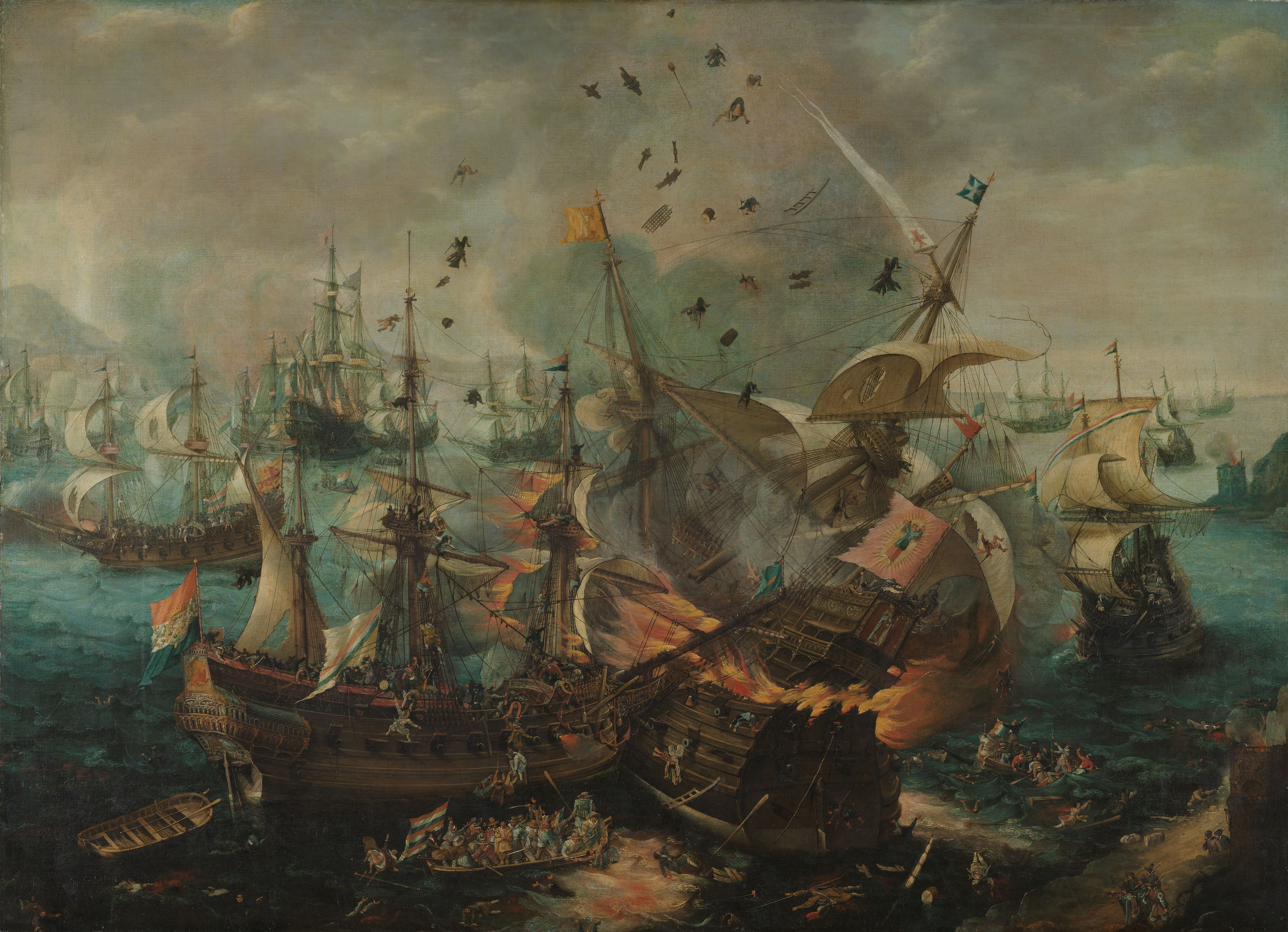
1607년 지브롤터 해전에서 네덜란드와 스페인 해군이 격돌하다.

네덜란드는 1600년 니우포르트 전투와 1607년 지브롤터 해전에서의 결정적인 승리를 쟁취하였다. 이로써 네덜란드 공화국은 에스파냐의 지배에 종지부를 찍기에 이른다. 전쟁의 승리를 통해 에스파냐의 지배를 물리친 네덜란드는 이후 막강한 해군력을 바탕으로 열강의 대열에 합류하였다. 1602년 네덜란드는 네덜란드 동인도 회사를 설립하고 해외 식민지 쟁탈전에 뛰어들었다. 네덜란드 제국은 인도네시아, 싱가폴 등을 식민 지배하였다.

## 휴전(1609년 - 1621년)
1609년 북부 네덜란드와 남부 네덜란드는 영국과 프랑스의 입회아래 헤이그에서 휴전 조약을 맺었다. 휴전기간 동안 네덜란드에는 새로운 중요 사안이 발생하였다. 휘호 그로티우스와 올덴바르네벨트(Johan van Oldenbarnevelt)가 지도하던 종교적 관용을 주장하는 온건 칼뱅주의 교파인 아르메니우스파가 대중에게 확산되었다. 1617년 이에 대해 강경 칼뱅주의자들의 반발이 거세지자 강경파의 지지를 받고 있던 모리스는 온건파에 반대하는 법령을 공포하기에 이른다. 휘호 그로티우스는 뢰베스타인 성으로 도피하였다.

## 전쟁의 결말(1621년–1648년)

### 다시 시작된 전쟁

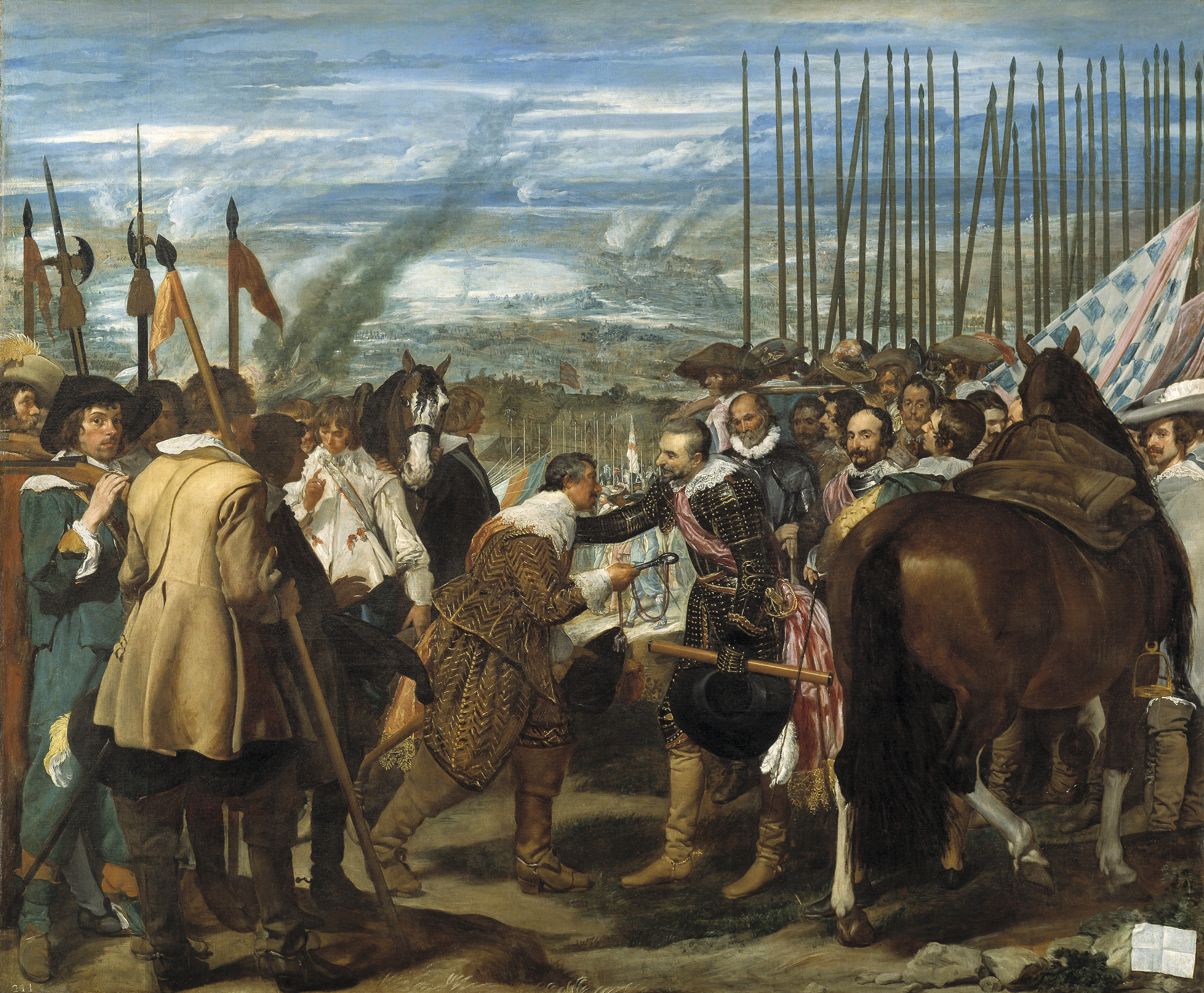
1622년 스페인의 브레다 함락

영구 평화 조약 체결을 위한 에스파냐와 네덜란드의 협상은 결국 결렬되었다. 협상 결렬의 첫 번째 원인은 종교적 문제였다. 에스파냐는 북부 네덜란드 내의 로마 가톨릭 신도에 대한 종교적 자유를 요구하였으나 네덜란드가 똑같은 조건으로 남부 네덜란드의 개신교 신도들에 대한 종교적 자유의 인정을 요구하자 이를 거부하였다. 다른 하나는 동아시아에서 아메리카에 이르는 양국의 식민지에 대한 권리 문제였다. 결국 평화 조약 협상의 결렬은 전쟁으로 이어졌고 이것은 양국이 30년 전쟁에서 충돌하는 계기가 되었다.

### 전쟁의 경과
30년 전쟁은 표면적으로는 합스부르크 왕가의 신성로마제국이 이끄는 로마 가톨릭과 네덜란드를 비롯한 스웨덴, 덴마크, 보헤미아 등의 개신교의 종교전쟁이었으나 실제로는 각국의 이익에 따라 결성된 동맹간의 전쟁이었다. 프랑스는 로마 가톨릭 교회 국가였으나 합스부르크 왕가를 견제하기 위해 개신교 국가의 편에 섰으며 독일의 많은 선제후들은 개신교였음에도 불구하고 합스부르크 왕가의 편에 서서 싸웠다.
전쟁의 초기 에스파냐는 베르다를 함락하는 등 선전하였으나 결국 프랑스와 네덜란드가 주축이 된 동맹군에 패배하였다. 네덜란드는 개신교 동맹으로서 승전국의 지위를 획득하게 된다.

### 평화조약과 독립의 승인
1648년 베스트팔렌에서 베스트팔렌 조약이 체결됨으로써 전쟁은 종결되었다. 이 결과 유럽 각국의 개신교도들은 종교적 자유를 인정받았고 네덜란드와 스위스는 독립이 국제적으로 인정되었다.

## 기타
대항해시대 온라인에 네덜란드 독립 전쟁을 소재로 하는 시나리오가 포함되어 있다.

## 같이 보기
- 유럽 종교전쟁
- 시민 혁명